# Alpes-Maritimes
Alpes-Maritimes je departman u francuskoj regiji Provansa-Alpe-Azurna obala. Najveći grad i administrativno središte je Nica koji prema podacima iz 2006. ima 346.000 stanovnika. Površina departmana iznosi 4.922 km², a gustoća naseljenosti iznosi 246 stnanovnika po km². Departman Alpes-Maritimes administrativno je podijeljen na 3 okruga, 52 kantona i 163 općina. 
|  | Portal Francuske – Pristup člancima s tematikom o Francuskoj. |